# Maskavas forštate
Maskavas forštate es un barrio de la ciudad de Riga, Letonia.

## Superficie
Posee una superficie de 7,594 kilómetros cuadrados (759,4 hectáreas).

## Población
Hasta 2021 presentaba una población de 24 199 habitantes, con una densidad de población de 3186,5 habitantes por kilómetro cuadrado.

## Transporte

### Rutas
- Autobús: 1, 2, 3, 4, 5, 7, 8, 9, 10, 11, 12, 14, 16, 18, 21, 22, 23, 24, 25 ,26, 32, 34, 35, 38, 39, 43, 47, 50, 51, 52, 54, 55, 57.[1]
- Trolebús: 3, 9, 15, 17, 19, 20, 27.[1]
- Tranvía: 1, 2, 3, 5, 7, 10.[1]
- Autobús expreso: 338, 316, 322, 346.[1]